# نهر ميريماك
نهر ميريماك (بالإنجليزية: Merrimack River)‏ هو نهر بطول 188 كم، يقع في شمال شرق الولايات المتحدة ويمر من وسط نيوهامبشير صوب المحيط الأطلسي في نيوبوريبورت، ماساتشوستس. ينبع نهر ميريماك من التقاء نهرين هما نهر بيميجواسيت ووينيبزاوكي، فرانكلين (نيوهامشير)، ويتدفق جنوبا إلى ماساتشوستس، ثم شمالا نحو شاطئ الأطلسي من جهة نيوبوريبورت. انطلاقا من شلالات باوتكيت إلى لوويل (ماساتشوستس) يرسم النهر الحدود الشمالية لولاية ماساتشوستس، موازية للسرير الصغير للنهر، لكنه ينتشر على بعد خمسة كيلومترات شمالا.
يعد نهر ميريماك موقعا طبيعيا مهما لولايتي نيو هامبشاير وماساتشوستس.
تاريخيا أخذت العديد من السفن الحربية الأمريكية اسم النهر (يو اس اس ميريماك) تكريما له. وربما عرف النهر بشكل أفضل من خلال رائعة الأدب الأمريكي الكلاسيكي «أسبوع فوق نهري الكونكورد وميرماك»، للمؤلف الأمريكي هنري ديفد ثورو

## تاريخ
واصل نهر ميرماك قبل عصر الغمر الجليدي الرباعي مساره جنوب أبعد بكثير من حدود نيو هامبشاير ماساتشوستس لدخول المحيط الأطلسي بالقرب من بوسطن. عند تراجع النهر الجليدي، أدى الركام الجليدي المترسب في شمال بوسطن لردم وادي ميريماك السفلي، الشئ الذي أدى إلى إعادة توجيه النهر في منعرجه الشمال الشرقي الحالي في لويل.
على ضفاف النهر في نيفيل، نيو هامبشاير، يتواجد موقع أثري يؤرخ للفترة القديمة للأمريكيتين (العصر القبل كواومبي).
على ضفاف نهر ميريماك أيضا، تم بناء عدد من المدن للاستفادة من قوة جريان مياهه خلال القرن التاسع عشر، عندما هيمنت مصانع النسيج على اقتصاد نيو إنغلاند: كونكورد، مانشستر وناشوا في نيو هامبشاير، ولوويل، لورانس وهافر هيل في ماساتشوستس. بالقرب من مصب النهر تقع مدينة نيوبوريبورت الصغيرة. قبل بناء قناة ميدلسكس، كانت نيوبوريبورت مدينة هامة لبناء السفن، حيث أصبحت مزدهرة بفضل موقعها المثالي الذي اهلها لإستقبال الخشب الطافي فوق الماء من نيو هامبشاير

## الجغرافيا
تغطي المستجمعة المائية لنهر ميريماك مساحة تبلغ 5010 ميل مربع (12980 كيلومتر مربع)، وتغطي النصف الجنوبي بأكمله لولاية نيو هامبشاير وجزء آخر من شمال شرق ماساشوستس، حيث يصنف كرابع أكبر حوض نهر في إقليم نيو إنجلاند.
يبدأ النهر في مدينة فرانكلين بنيو هامبشاير، عند التقاء نهري بيميجيواسيت ووينيبساوكي،  حيث يتدفق جنوبا عبر كونكورد، مانشستر، وبلدة تينغسبورو، ثم يدخل ماساتشوستس، ويتحول إلى الشمال الشرقي ويمر عبر تشيلمسفورد، لويل، دراكوت، توكسبوري، اندوفر، ميثيون، لورانس، شمال اندوفر، هافرهيل، غروفيلاند، نورث نيوبري، ميريماك، وأميسبوري، ليصل أخيرا إلى مصبه في المحيط الأطلسي بين مدينة نيوبوريبورت وبلدة ساليسبري.

### الأحواض الفرعية الرئيسية
بالإضافة إلى نهر ميريماك الرئيسي، هناك العشرات من الأحواض الفرعية في كل من نيو هامبشاير وماساتشوستس، بحيث تشكل.مستجمعات للمياه. تصنفها هيئة المسح الجيولوجي الأمريكية على شكل ستة أحواض فرعية من المستوى الرابع باستخدام الرموز الهيدرولوجية مع البادئة "0107".

## فيضانات مايو 2006

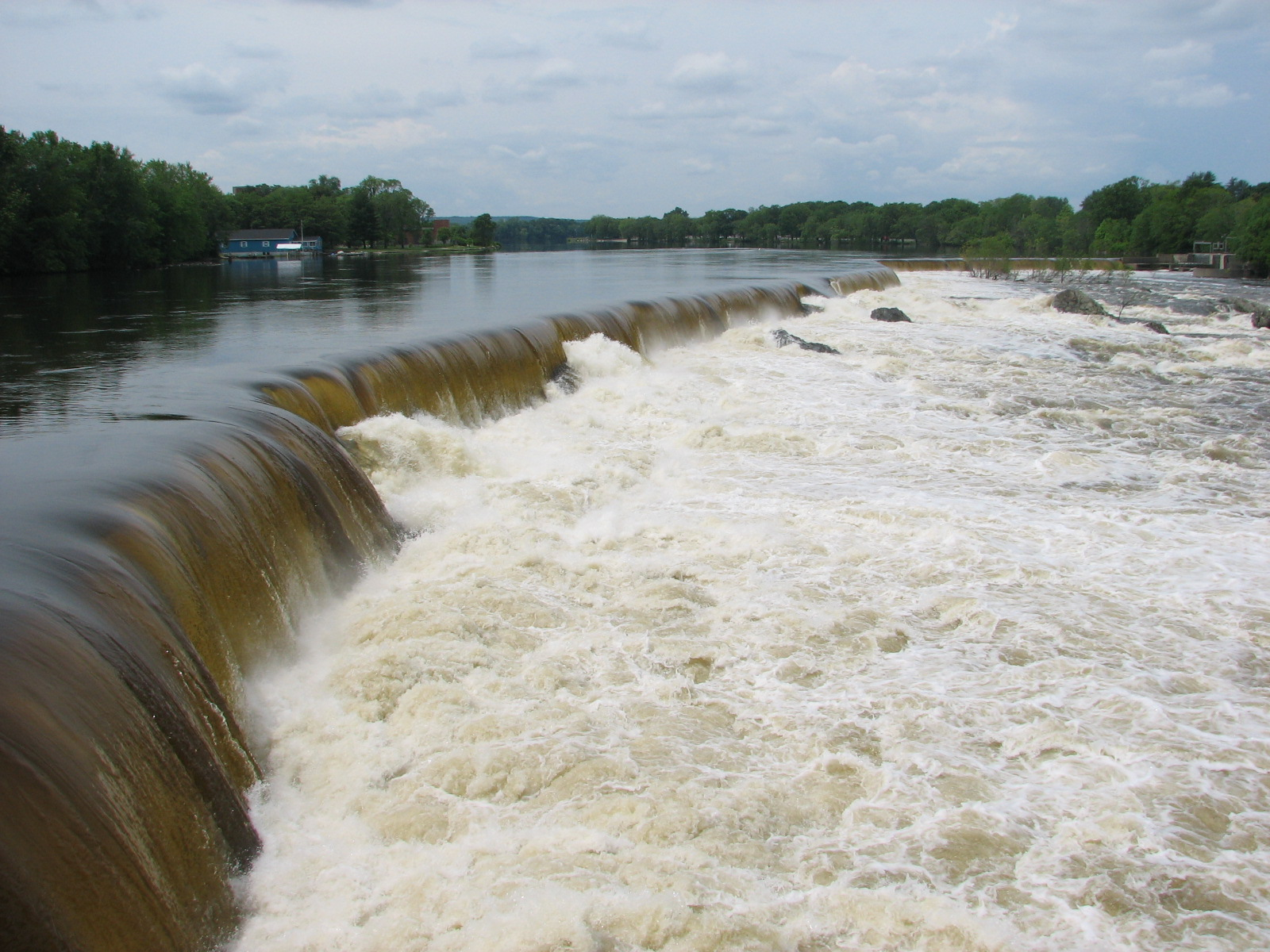
فيضان نهر ميريماك، على مستوى بوتكيت غاتوهاوس في لوويل (ماساتشوستس).

في الوقت الذي يكون فيه نهر ميريماك معرض فقط للفيضانات الطفيفة، أدت الأمطار الغزيرة المتكررة في يوم 15 مايو 2006 إلى ارتفاع منسوب مياه نهر ميريماك إلى علو 2.40 متر فوق المستوى الطبيعي. حيث أدى هذا الفيضان الاستثنائي إلى إخلاء منطقة هافر هيل، والتسبب في أضرار هائلة، شملت تمزق أنابيب الصرف الصحي وتلوث النهر ب132500 متر مكعب من المياه السوداء في اليوم. وقد تباينت التقارير التي تتحدث عن إجمالي هطول الأمطار في المنطقة بالموازات مع الفيضانات، لكن يبدو أن معظم المناطق قد تلقت حوالي قدم من من التساقطات مع بعض المناطق الأخرى التي استقبلت ما يصل إلى 43 سم من التساقطات المطرية. فوفقا لما ذكرته صحيفة «بوسطن جلوب»، فقد قام حوالى 1500 من الساكنة بإخلاء باجلاء منازلهم للهروب من الفيضانات.